# Histerektomia
Histerektomia – zabieg chirurgicznego usunięcia macicy.

## Typy histerektomii
Rozróżnia się następujące typy histerektomii:
- histerektomia częściowa – usunięcie tylko trzonu macicy,
- histerektomia całkowita – usunięcie całej macicy (trzonu i szyjki macicy),
- histerektomia całkowita z usunięciem jajników i jajowodów – oprócz trzonu i szyjki macicy usuwane są jajowody i jajniki,
- histerektomia radykalna – usunięcie macicy (całkowite) oraz górnej części pochwy. Ten zabieg wykonuje się w przypadku schorzeń nowotworowych.

Wykonanie tego zabiegu wiąże się zawsze z zaprzestaniem miesiączkowania z powodu braku błony śluzowej macicy, która jest zlokalizowana w trzonie macicy, a w przypadku równoczesnego usunięcia jajników powstaje stan chirurgicznie wywołanej menopauzy.
W przypadku mięśniaków macicy, zamiast histerektomii można wykonać miomektomię, by macica pozostała w całości zachowana i kobieta nie stała się bezpłodna. Ta metoda wiąże się z ryzykiem komplikacji i nawrotu choroby, więc stosuje się ją u kobiet młodych, chcących zajść w ciążę lub pragnących zachować macicę.

## Techniki operacyjne
Najogólniej możemy podzielić je na klasyczne oraz laparoskopowe.
Metody klasyczne dzielimy na wykonywane z dostępu przezbrzusznego oraz przezpochwowego.
Metody laparoskopowe:
- całkowita histerektomia laparoskopowa (ang. total laparoscopic hysterectomy – TLH),
- pochwowa histerektomia wspomagana laparoskopowo (ang. laparoscopic assisted vaginal hysterectomy – LAVH),
- laparoskopowa histerektomia nadszyjkowa (ang. laparoscopic supracervical hysterectomy – LSH).

W październiku 2018 r., New England Journal of Medicine opublikował wyniki badań wskazujących, że preferowanie metod laparoskopowych z uwagi na mniejszą liczbę powikłań oraz szybsze dochodzenie do pełnego zdrowia, w przypadku wczesnych stadiów nowotworu skutkuje istotnie mniejszą przeżywalnością.

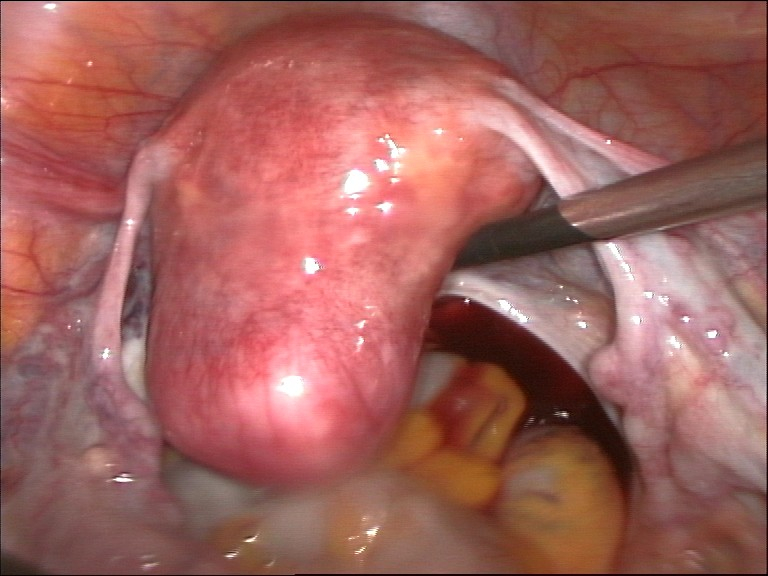
Macica przed histerektomią
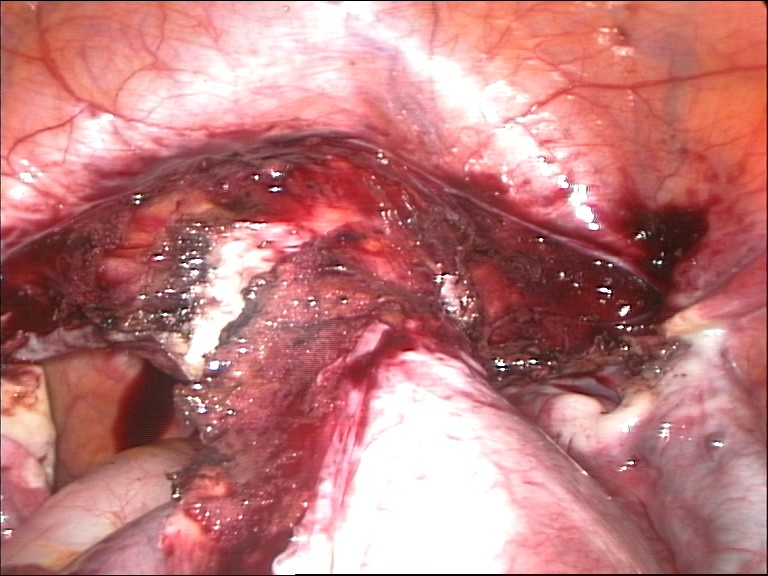
Histerektomia laparoskopowa
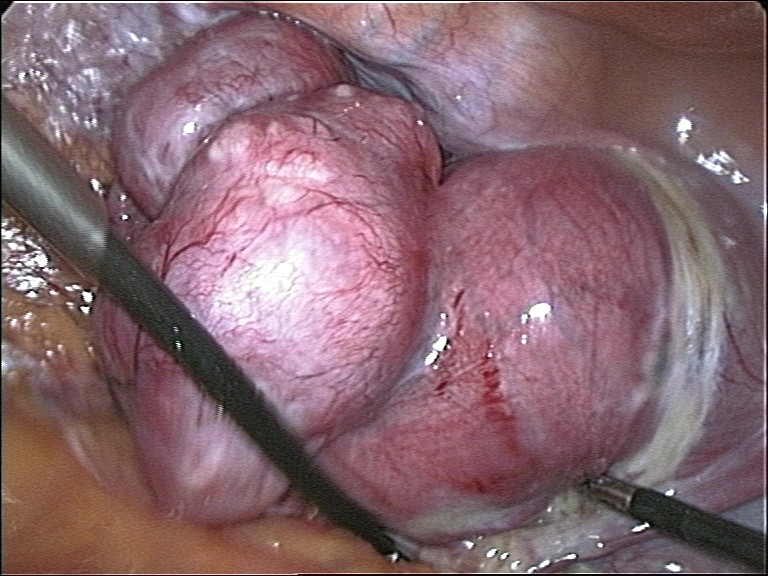
Przezpochwowe wydobycie macicy podczas całkowitej histerektomii laparoskopowej

## Historia
Zabieg histerektomii był też używany w Stanach Zjednoczonych w próbach zmiany orientacji seksualnej lesbijek.